# H.P. hænger paa 'en
H.P. hænger paa 'en er en dansk stumfilm fra 1917 instrueret af Lau Lauritzen Sr. og efter manuskript af Christian Nobel.

## Medvirkende
- Carl Alstrup, Herman Ravn (uden penge)
- Johannes Lennøe, Godsejer Pade (gift, desværre)
- Maja Bjerre-Lind, Fru Pade (en drage)
- Arnold Christensen, Peter Ravn, Hermans forgyldte onkel
- Einar Bruun, Kaj, Hermans ven
- Axel Boesen, Tjener